# Neu-Bottenbroich
Neu-Bottenbroich ist ein Ortsteil der Stadt Kerpen im Rhein-Erft-Kreis, Nordrhein-Westfalen.

## Lage
Neu-Bottenbroich wurde ab 1949 dem Ortsteil Horrem angegliedert. Es liegt östlich von Horrem jenseits der Bahntrasse auf dem Areal des ehemaligen Hofes Holzhausen, an den noch eine Straße im Ort erinnert. Mit Kerpen liegt es in der Zülpicher Börde und im Naturpark Rheinland. Am Ort vorbei führen die Landstraßen 163, eine ehemalige römische Heerstraße, und die Landstraße 277. Westlich des Ortes verläuft die A 61 und südlich die A 4. Am nördlichen Ortsrand führen die B 55 und die Bahnstrecke Aachen-Köln an Neu-Bottenbroich vorbei.

## Geschichte
Der Ursprung des Ortes ist der Hof Bottenbroich, bei dem um 1222 das Kloster Bottenbroich gestiftet wurde. Das alte Bottenbroich wurde ab 1949 für den Braunkohletagebau Frechen abgebaggert. Mit der Eingemeindung von Horrem am 1. Januar 1975 wurde Neu-Bottenbroich ein Ortsteil von Kerpen. Es lag weiter südwestlich im Bereich des heute rekultivierten Marienfeldes, bekannt durch den Weltjugendtag 2005.

## Religion
Die katholische Pfarrkirche ist dem Hl. Geist geweiht.

## Verkehr
Die VRS-Buslinien 964 und 976 der Rhein-Erft-Verkehrsgesellschaft verbinden den Ort mit Kerpen, Horrem und Frechen. Zusätzlich verkehren einzelne Fahrten der auf die Schülerbeförderung ausgerichteten Linie 966.
| Linie | Verlauf |
| ----- | --- |
| 964   | Kerpen Lörsfelder Busch – Mödrath – Kerpen – Götzenkirchen – Horrem Markt – Horrem Bf – Neu-Bottenbroich – Habbelrath – Grefrath – Benzelrath – Frechen Rathaus                                        |
| 966   | Kerpen – Sindorf / Horrem Markt – Horrem Bf (– Neu-Bottenbroich) |
| 976   | Frechen EuroPark – Frechen Rathaus – Benzelrath – Grefrath – Habbelrath – Neu-Bottenbroich – Horrem Bf – (Sindorf Schulzentrum –) Kerpen – Langenich – Manheim-neu – Bergerhausen – Blatzheim – Buir S |
| 788   | AST-Verkehr: Anrufsammeltaxi Kerpen |

## Vereine und Institutionen
- Institutionen
  - städt. Kindergarten
- Sport
  - Motorsport Club
  - Tennisclub Schwarz-Weiß Neu-Bottenbroich
  - Karate Dojo Heiwa
- Kultur
  - Spielmannszug Neu-Bottenbroich, gegr. 1973
  - Kirchenchor Cäcilia
  - Kinderchor der Musikschule
  - Pro Musica – Pro Arte e. V.
  - Katholische Frauengemeinschaft
  - Pfadfinderschaft St. Georg – Stamm Glückauf
  - Karnevalsfreunde Neu-Bottenbroich e. V.